# Marv Johnson
Marv Johnson, voller Name Marvin Earl Johnson (* 15. Oktober 1938 in Detroit, Michigan; † 16. Mai 1993 in Columbia, South Carolina), war ein US-amerikanischer Rhythm-and-Blues- und Soulsänger, der hauptsächlich in den 1960er Jahren erfolgreich war.

## Leben
Johnson hatte seine ersten musikalischen Anstöße durch die Gospels der Baptistenkirche und den Jazzmusiker Louis Jordan. Während seiner Highschool-Zeit war er Mitglied der lokalen Gesangsgruppe Serenaders, die auf Jahrmärkten und Volksfesten auftrat. Bei der kleinen Detroiter Plattenfirma Kudo nahm Johnson 1958 seine erste Single mit den Titeln My Baby-O und Once Upon a Time auf. Die Platte verkaufte sich zwar nicht, aber durch die Plattenproduktion kam es zum Zusammentreffen mit dem Detroiter Produzenten Berry Gordy. Als dieser 1959 die Plattenfirma Tamla gründete, besang Johnson die erste Tamla-Single mit dem von ihm selbst komponierten A-Seiten-Titel Come to Me. Nachdem der Titel in der Detroit-Region gut angenommen worden war, übernahm die landesweit agierende Plattenfirma United Artists den Vertrieb der Single für die gesamten Vereinigten Staaten mit dem Ergebnis, dass Come to Me in den Billboard Hot 100 bis auf Platz 30 aufstieg und in den Rhythm-and-Blues-Charts den sechsten Rang erreichte. Daraufhin nahm United Artists Johnson unter Vertrag und produzierte mit ihm bis 1964 17 weitere Singles sowie drei Langspielplatten. Neben Come to Me wurden weitere acht Titel in die Billboard-Charts aufgenommen, von denen der 1960er Titel I Love the Way You Love mit den Plätzen 9 (Hot 100) und 2 (R&B) am erfolgreichsten war.
1965, auf dem Höhepunkt der British Invasion, trennte sich United Artists von Johnson. Dieser fand bei Berry Gordys Plattenfirma Gordy ein neues Engagement, es wurden bis 1968 jedoch nur drei Singles veröffentlicht, und nur der Titel I Miss You Baby fand mit der Bestnotierung Platz 39 Eingang in die Billboard Hot 100. Mit dem 1968er Titel I’ll Pick a Rose for My Rose kam Johnson mit Rang 10 zu einem Erfolg in den britischen Charts. Diese Single wurde in Großbritannien bei Tamla Motown unter der Katalognummer 11111 veröffentlicht. Schon 1959 war Johnson mit You Got What It Takes (Platz 7) in den britischen Charts erfolgreich gewesen.
Nachdem 1968 Johnsons Plattenkarriere zu Ende gegangen war, übernahm er bei der Plattenfirma Motown eine Tätigkeit als Marketing-Manager. Daneben betätigte er sich als Songwriter, unter anderem für Tyrone Davis und Johnnie Taylor. Bis in die frühen 1990er Jahre trat er noch bei Show-Veranstaltungen auf. Während eines Konzerts in Columbia erlitt er 54-jährig einen tödlichen Schlaganfall.

## Diskografie

### Alben
- 1960: Marvelous Marv Johnson (Reissue als Marvelous Marv)
- 1960: More Marv Johnson
- 1962: I Believe
- 1969: I’ll Pick a Rose for My Rose
- 1990: Come to Me

### Kompilationen
- 1960: Love the Way You Love (EP)
- 1979: Early Classics
- 1986: Motor City Roots: The Roots of Detroit Soul (mit The Falcons)
- 1987: You Got What It Takes & Other Hits
- 1996: The Best of Marv Johnson
- 2004: Marv Johnson
- 2011: I’ll Pick a Rose for My Rose: The Complete Motown Recordings 1964–1971

### Singles
| Jahr | Titel Album                                                   | Höchstplatzierung, Gesamtwochen, AuszeichnungChartplatzierungen (Jahr, Titel, Album, Platzierungen, Wochen, Auszeichnungen, Anmerkungen) | Höchstplatzierung, Gesamtwochen, AuszeichnungChartplatzierungen (Jahr, Titel, Album, Platzierungen, Wochen, Auszeichnungen, Anmerkungen) | Höchstplatzierung, Gesamtwochen, AuszeichnungChartplatzierungen (Jahr, Titel, Album, Platzierungen, Wochen, Auszeichnungen, Anmerkungen) | Anmerkungen                                                                 |
| Jahr | Titel Album                                                   | UK | US | R&B | Anmerkungen                                                                 |
| ---- | ------------------------------------------------------------- | --- | --- | --- | --------------------------------------------------------------------------- |
| 1959 | Come to Me Marvelous Marv Johnson                             | — | US30 (15 Wo.)US | R&B6 (15 Wo.)R&B | Erstveröffentlichung: 21. Januar 1959                                       |
| 1959 | I’m Coming Home –                                             | — | US82 (4 Wo.)US | R&B23 (3 Wo.)R&B | Erstveröffentlichung: Juni 1959                                             |
| 1959 | You Got What It Takes Marvelous Marv Johnson                  | UK7 (17 Wo.)UK | US10 (22 Wo.)US | R&B2 (22 Wo.)R&B | Erstveröffentlichung: September 1959                                        |
| 1960 | I Love the Way You Love More Marv Johnson                     | UK35 (3 Wo.)UK | US9 (13 Wo.)US | R&B2 (12 Wo.)R&B | Erstveröffentlichung: Februar 1960                                          |
| 1960 | Ain’t Gonna Be That Way More Marv Johnson                     | UK50 (1 Wo.)UK | US74 (7 Wo.)US | — | Erstveröffentlichung: Mai 1960                                              |
| 1960 | All the Love I’ve Got More Marv Johnson                       | — | US63 (6 Wo.)US | — | Erstveröffentlichung: Juni 1960                                             |
| 1960 | (You’ve Got To) Move Two Mountains Marvelous Marv             | — | US20 (11 Wo.)US | R&B12 (3 Wo.)R&B | Erstveröffentlichung: Juli 1960                                             |
| 1960 | Happy Days Marvelous Marv                                     | — | US58 (7 Wo.)US | R&B7 (9 Wo.)R&B | Erstveröffentlichung: 25. Oktober 1960                                      |
| 1961 | Merry-Go-Round Marvelous Marv                                 | — | US61 (6 Wo.)US | R&B26 (3 Wo.)R&B | Erstveröffentlichung: Januar 1961                                           |
| 1966 | I Miss You Baby (How I Miss You) I’ll Pick a Rose for My Rose | UK25 (8 Wo.)UK | — | R&B39 (2 Wo.)R&B | Erstveröffentlichung: 4. März 1966 Charteintritt in UK erst im Oktober 1969 |
| 1969 | I’ll Pick a Rose for My Rose                                  | UK10 (11 Wo.)UK | — | — | Erstveröffentlichung: 3. Oktober 1968                                       |

Weitere Singles
- 1958: My Baby-O
- 1961: How Can We Tell Him
- 1961: Oh Mary
- 1961: Johnny One Stop
- 1962: With All That’s in Me
- 1962: He Gave Me You
- 1962: Let Yourself Go
- 1962: Keep Tellin’ Yourself
- 1963: Another Tear Falls
- 1963: Come On and Stop
- 1963: Congratulations, You’ve Hurt Me Again
- 1964: The Man Who Don’t Believe in Love
- 1965: Why Do You Want to Let Me Go
- 1970: So Glad You Chose Me